# 大湳交流道
大湳交流道為臺灣國道二號的交流道，位於臺灣桃園市八德區大發里，指標為18k，聯絡八德區及鶯歌區。1997年8月24日通車啟用，配合國道二號拓寬工程，往鶯歌方向新出口匝道，於2012年3月31日通車，由鶯歌進入國道二號新匝道，於2012年4月14日通車。
|  | 18 大湳 |  | 鶯歌 八德 |

## 鄰近公路
- 市道110號
- 市道110乙線
- 市道114號
- 桃57線

## 周邊設施
- 新北市立鳳鳴國民中學
- 新北市立鳳鳴國民小學
- 龜山工業區
- 法務部矯正署臺北監獄
- 新北市立鶯歌陶瓷博物館
- 鳳鳴車站

## 外部連結
- 國道二號大湳交流道示意圖 （页面存档备份，存于）（交通部高速公路局）